# Kathleen Freeman
Kathleen Freeman (Chicago, 17 februari 1919 – New York, 23 augustus 2001) was een Amerikaanse actrice.

## Biografie
Freeman begon haar carrière in haar kinderjaren als danseres in een vaudeville theaterstuk. Zij ging muziek studeren aan de universiteit van Californië in Los Angeles, zij verliet deze studie om zich volledig te wijden aan het acteren. Zij begon met acteren in het theater en begon met acteren voor films en televisieseries in 1948 met de film The Naked City, zij speelde hierna in meer dan tweehonderd films en televisieseries. Freeman heeft tweemaal opgetreden op Broadway, in 1978 in het toneelstuk 13 Rue de L'Amour en van 2000 tot in 2001 in de musical The Full Monty.
Freeman stierf op 23 augustus 2001 in haar woonplaats New York aan de gevolgen van longkanker.

## Filmografie

### Films
Selectie:
- 2001 Shrek – als oude vrouw (stem)
- 2001 Joe Dirt – als pleegmoeder van Joe Dirt
- 2000 Nutty Professor II: The Klumps – als nieuwsgierige buurvrouw van Denise
- 2000 Ready to Rumble – als Jane King
- 1998 Blues Brothers 2000 – als moeder Mary Stigmata
- 1997 Hercules – als stem
- 1996 Carpool – als moeder van Franklin (Stem)
- 1994 Naked Gun 33⅓: The Final Insult – als Murriel Dillon
- 1993 Hocus Pocus – als miss Olin
- 1990 Gremlins 2: The New Batch – als Microwave Marge
- 1988 Glitz – als mrs. Magyk
- 1987 Innerspace – als droomvrouw
- 1987 Dragnet – als Enid Borden
- 1980 The Blues Brothers – als zuster Mary Stigmata
- 1973 The Sting – als vrouw van Kid Twist
- 1969 Support Your Local Sheriff! – als mrs. Danvers
- 1967 Point Blank – als eerste inwoonster
- 1965 Marriage on the Rocks – als miss Blight
- 1964 The Disorderly Orderly – als verpleegster Maggie Higgins
- 1963 The Nutty Professor – als Millie Lemmon
- 1960 North to Alaska – als Lena Nordquist
- 1958 The Buccaneer – als Tina
- 1958 Houseboat – als roddelaarster
- 1958 The Fly – als Emma
- 1957 Kiss Them for Me – als verpleegster Wilinski
- 1955 The Seven Year Itch – als vrouw in vegetarisch restaurant
- 1954 Athena – als miss Seely
- 1954 The Far Country – als Grits
- 1953 Dream Wife – als bediende
- 1952 The Bad and the Beautiful – als miss March
- 1952 Monkey Business – als mrs. Brannigan
- 1952 Singin' in the Rain – als Phoebe Dinsmore
- 1952 Love Is Better Than Ever – als mrs. Kahmey
- 1952 The Greatest Show on Earth – als toeschouwer
- 1951 Let's Make It Legal – als verslaggeefster
- 1951 A Place in the Sun – als getuige
- 1950 A Life of Her Own – als schakelpaneelbediende hotel
- 1948 The Naked City – als meisje in trein

### Televisieseries
Selectie:
- 2000-2003 As Told by Ginger – als mrs. Gordon – 14 afl.
- 1999 Caroline in the City – als oma Duffy – 2 afl.
- 1996-1997 Duckman: Private Dick/Family Man – als verpleegster (stem) – 2 afl.
- 1995 Married... with Children – als moeder van Peg – 5 afl.
- 1993-1994 Phenom – als Maureen Del La Rosa – 2 afl.
- 1991 Matlock – als Lucy Lewis – 2 afl.
- 1988-1990 Growing Pains – als Sophie / Marge – 5 afl.
- 1989-1990 DuckTales – als mrs. Crackshell (stem) - 10 afl.
- 1988 The Facts of Life – als Noreen Grisbee – 2 afl.
- 1973-1974 Lotsa Luck – als Iris Belmont – 22 afl.
- 1971 Funny Face – als Kate Harwell – 13 afl.
- 1966-1971 Hogan's Heroes – als Gertrude Linkmyer – 4 afl.
- 1970 The Beverly Hillbillies – als Flo Shater – 4 afl.
- 1966-1967 It's About Time – als mrs. Boss – 2 afl.
- 1964 The Lucy Show – als Kathleen – 2 afl.
- 1959-1964 The Donna Reed Show – als Celia Wilgus – 4 afl.
- 1955-1958 The Bob Cummings Show – als Bertha Krause – 6 afl.
- 1954-1956 Letter to Loretta – als Jessie – 4 afl.
- 1955-1956 Matinee Theater – als winkeleigenaresse – 3 afl.
- 1954-1955 Mayor of the Town – als Marilly – 39 afl.
- 1953-1954 Topper – als Katie – 15 afl.
- 1950-1954 Fireside Theatre – als mrs. Chernowitz – 7 afl.

- Biblioteca Nacional de España: XX4617098
- Bibliothèque nationale de France: cb130556950 (data)
- Gemeinsame Normdatei: 173757499
- International Standard Name Identifier: 0000 0001 1625 0336
- Library of Congress Control Number: no2010127705
- Système universitaire de documentation: 057312427
- Virtual International Authority File: 39511985
- WorldCat: E39PBJcKK6fGxkvMBG4D7Qmw4q